# David Rasmussen
David Rasmussen (født 1. december 1976 i København) er en tidligere professionel dansk fodboldspiller, hvis primære position er på den centrale midtbane eller højrekanten. Efter han stoppede sin professionelle karriere, valgte han at blive træner.
I dag er han træner for GVI

## Spillerkarriere

### Klubkarriere
David Rasmussen fik sin fodboldopdragelse i B.93, hvor han spillede i hovedparten af sin ungdom. Han fortsatte på barndomsklubbens 1. seniorhold i 1. division, hvor han debuterede i 1995. I starten af seniortiden var Rasmussen blandt andet til prøvetræning hos hollandske FC Zwolle, hvor han som 20-årig endte med at spille en enkelt sæson hos i den næstbedste hollandske fodboldrække (Eerste divisie). Opholdet i hollandsk fodbold blev mindre vellykket, da han kun fik spillet otte kampe for førsteholdet grundet en 4-5 måneders lang skade i lysken og fik således i enighed med cheftræneren og klubledelsen ophævet sin spillerkontrakt. Rasmussen vendte derefter tilbage til Østerbro-klubben, som forinden havde sikret sig oprykning til Superligaen i 1998/99-sæsonen, og nåede samlet at spille over 100 kampe på B.93's divisionshold i den bedste og næstbedste række.
Den daværende cheftræner i B.93, Christian Andersen, var i foråret 2001 skiftet til den daværende 1. divisionsklub Farum Boldklub og fik efter klubskiftet overtalt en gruppe B.93 spillere til at følge med ham over til den nordsjællandske fodboldklub. I slutningen af april sikrede Andersen sig således Rasmussens underskift på en fireårig kontrakt med sportslig virkning fra den 1. juli 2001. Opholdet i Farum betragtes som den periode, hvor Rasmussen fik sit gennembrud som spiller. Højrekantspilleren var medvirkende til at spille Farum Boldklub op i den bedste fodboldrække for første gang i klubbens historie og i 2002/03-sæsonen havde midtbanespilleren en hovedrolle på holdet, der skaffede klubben DM-bronzemedaljer og kvalificerede sig til deltagelse i UEFA Cuppen den kommende sæson. Den 1. juli 2003 foretog klubbens professionelle førstehold et navneskifte til FC Nordsjælland, hvor Rasmussen ligeledes fortsatte.
I sommeren 2004 blev han præsenteret som ny spiller i den nordøsttyske 1. Bundesliga-klub FC Hansa Rostock (oprindeligt med kontraktudløb i 2007) efter hans forhenværende klub valgte at sælge spilleren med kun lidt over et år tilbage af spillerkontrakten. Men 2004/05-sæsonen, hvor han var i klubben, blev imidlertid ikke en sportslig succes. Udover at holdet sluttede sæsonen på en nedrykningsplads blev cheftræneren, der hentede Rasmussen til klubben, fyret efter tre måneder og Rasmussen endte med samlet at have tre forskellige cheftrænere igennem denne sæson. Rasmussen fik tegnet sig for seksten Bundesliga-kampe, hvor han endvidere fik scoret et enkelt mål i forbindelse med en udebanekamp mod SV Werder Bremen, og yderligere to kampe i den tyske pokalturnering.
Rasmussen vendte i sommeren 2005 tilbage til dansk fodbold, hvor han underskrev en treårig kontrakt med Superliga-klubben Viborg FF under ledelse af cheftræner Ove Christensen. Kort tid efter hjemkomsten fik Rasmussen en længerevarende skade i lyskeregionen, der holdt ham ude af spillertruppen i store dele af efteråret 2005 og var en del af årsagen til at han blot opnåede 116 officielle minutter på fodboldbanen for førsteholdet, men derimod spillede en række reserveholdskampe i serierne. Rasmussen fik et kortvarigt comeback på VFF's førstehold i forårssæsonen 2006, hvor han dog kun spillede få sammenhængende fodboldkampe ad gangen før endnu en genstridig skade i hofteregionen medførte en et-årig lang skadespause. Hans andet comeback på grønsværen kom i foråret 2007 efter et flere måneders intensivt genoptræningsprogram. Den 5. juli 2007 meddelte klubben og midtbanespilleren derfor samstemmigt at han indstillede den professionelle fodboldkarriere et år før kontraktens udløb.
På trods af at Rasmussen tidligere på sommeren 2007 nødtvunget måtte erklære sig fodboldinvalid på baggrund af sin lange skadespause, valgte den offensive midtbanespiller efter sommerpausen som transferfri alligevel at fortsætte spillerkarrieren i 2. divisionsklubben Fremad Amager med en kontraktstatus som amatørspiller. Rasmussen debuterede efterfølgende på amagerkanernes førstehold den 5. august 2007 i forbindelse med en 2. divisionskamp på udebane i Sundby Idrætspark mod lokalrivalerne B 1908. Rasmussen opnåede spilletid i tretten førsteholdskampe og en enkelt scoring for Sundby-klubben, herunder to kampe i forårssæsonen 2008, før midtbanespilleren som 31-årig i løbet af april 2008 meddelte klubben at han officielt indstillede sin aktive spillerkarriere som følge af et svagt knæ. Den sidste kamp for Fremad Amager, der på dette tidspunkt lå placeret på en førsteplads i 2. division Øst, blev spillet den 24. marts 2008 på hjemmebane mod Greve Fodbold, hvor Rasmussen blev skiftet ind i det 66. minut i stedet for Thomas Høegh. Højrekantens ene scoring for amagerkanerne faldt i 6-2 sejren over Boldklubben Skjold på hjemmebane i 9. spillerunde den 30. september 2007.

### Landsholdskarriere
Rasmussens indsats i sin tid hos FC Nordsjælland var i denne periode udslagsgivende for Morten Olsens udtagelse af den tekniske midtbanespiller til ligalandsholdet, hvor han blev noteret for seks optrædener (alle regnes som uofficielle landskampe). Rasmussen fik sin landskampsdebut den 28. januar 2003 mod Thailand i Bangkok i forbindelse med en træningsturnering i Asien, hvor han endvidere spillede mod Iran og Hong Kong i Hong Kong. Rasmussens sidste tre kampe blev spillet et år senere under en træningstur til USA, hvor modstanderne var USA (i alt to kampe) og fodboldklubben Club Deportivo Águila fra El Salvador.

## Eksterne kilde/henvisning
- David Rasmussens spillerprofil i DBU's Landsholdsdatabase
- David Rasmussens profil hos Tysklands fodboldforbund (tysk)
- David Rasmussens spillerprofil på Transfermarkt (engelsk)
- David Rasmussens trænerprofil på Transfermarkt (engelsk)
- David Rasmussens profil på WorldFootball.net (engelsk)
- David Rasmussens profil hos FootballDatabase.eu (engelsk)